# 15014 Annagekker
15014 Annagekker este un asteroid din centura principală de asteroizi.

## Descriere
15014 Annagekker este un asteroid din centura principală de asteroizi. A fost descoperit pe 14 septembrie 1998 la Socorro, New Mexico, în cadrul proiectului LINEAR. Asteroidul prezintă o orbită caracterizată de o semiaxă mare de 2,22 ua, o excentricitate de 0,11 și o înclinație de 3,6° în raport cu ecliptica.